# Nikos Anastasiades
Nikos Anastasiades (født 27. september 1946) er en cypriotisk politiker, der var Cyperns præsident fra 2013 til 2023. Han er medlem af Demokratisk samling (DISY), som er et kristendemokratisk og konservativt parti i Cypern.
I anden valgrunde af Cyperns præsidentvalg i 2018 blev Anastasiades genvalgt til en ny femårig præsidentperiode.